# Agrapha calceolaris
Ctenoplusia calceolaris là một loài bướm đêm trong họ Noctuidae.